# Sławomir Bralewski
Sławomir Bralewski (ur. 31 lipca 1962 w Łodzi) – polski historyk, bizantynolog, profesor doktor habilitowany – wykładowca na Uniwersytecie Łodzkim. Członek Komisji Bizantynologicznej Komitetu Nauk o Kulturze Antycznej PAN. Zainteresowany badawczo historią starożytnego Bizancjum, szczególnie relacjami między państwem a Kościołem w późnym cesarstwie rzymskim i wczesnym Bizancjum (IV–VI w. n.e.), ze szczególnym uwzględnieniem polityki Konstantyna Wielkiego oraz przekazu historiografii kościelnej, oraz recepcją papiestwa na Wschodzie.

## Życiorys
Absolwent (1981) I Liceum Ogólnokształcącego w Łodzi. W latach 1981–1986 studiował historię w Instytucie Historii Uniwersytetu Łódzkiego, którą ukończył z wyróżnieniem. Zatrudniony na stanowisku asystenta w Zakładzie Historii Powszechnej Starożytnej i Średniowiecznej UŁ (następnie w reaktywowanym Zakładzie Historii Bizancjum). W 1995 roku obronił rozprawę doktorską Imperatorzy późnego cesarstwa rzymskiego wobec zgromadzeń biskupów, napisaną pod kierunkiem prof. Waldemara Cerana. Od 1995 zatrudniony jako adiunkt w Zakładzie Historii Bizancjum UŁ (od 2003 roku podniesionego do rangi Katedry Historii Bizancjum). W 2007 roku uzyskał habilitację, następnie profesurę nadzwyczajną UŁ.
W 2009 roku zwyciężył w IV edycji ogólnopolskiego konkursu „Tato Roku”.
Wszedł w skład komitetu wspierającego kandydaturę Karola Nawrockiego na prezydenta RP w wyborach w 2025.

## Stypendia i projekty badawcze
- grant Konstantynopol – Nowy Rzym i jego mieszkańcy IV – początek VII w. – trwa
- staż w Moskiewski Państwowy Uniwersytet im. M. Łomonosowa – 2003
- Instytut Sources Chrétiennes – 2002
- stypendium Fundacji z Brzezia Lanckorońskich – 2001
- stypendium w ramach programu Tempus, Paryż, pod opieką prof. prof. Gilberta Dagrona, Michela Kaplana, Eveliny Patlagean oraz Josepha Wolińskiego – 1994

## Wybrane publikacje
- Imperatorzy późnego Cesarstwa Rzymskiego wobec zgromadzeń biskupów, Łódź 1997.
- Konstantyn Wielki, Kraków 2001.
- Obraz papiestwa w historiografii kościelnej wczesnego Bizancjum, Łódź 2006.
- Cesarz Konstantyn I Wielki wobec kontrowersji ariańskiej, Poznań 2009.
- Życie religijne mieszkańców Konstantynopola [w:] Konstantynopol: Nowy Rzym. Miasto i ludzie w okresie wczesnobizantyjskim, pod red. Mirosława Leszki i Teresy Wolińskiej, Wydawnictwo Naukowe PWN 2011, ISBN 978-83-01-16521-5.